# Grand Prix Formule 1 van San Marino 2002
De Grand Prix Formule 1 van San Marino 2002 werd gehouden op 14 april 2002 op Imola in Imola.

## Uitslag
| Positie | Nummer | Rijder                | Team               | Ronden | Tijd/Opgave         | Startplaats | Punten |
| ------- | ------ | --------------------- | ------------------ | ------ | ------------------- | ----------- | ------ |
| 1       | 1      | Michael Schumacher    | Scuderia Ferrari   | 62     | 1:29:10.789         | 1           | 10     |
| 2       | 2      | Rubens Barrichello    | Scuderia Ferrari   | 62     | +17.907             | 2           | 6      |
| 3       | 5      | Ralf Schumacher       | Williams-BMW       | 62     | +19.755             | 3           | 4      |
| 4       | 6      | Juan Pablo Montoya    | Williams-BMW       | 62     | +44.725             | 4           | 3      |
| 5       | 15     | Jenson Button         | Renault            | 62     | +1:23.395           | 9           | 2      |
| 6       | 3      | David Coulthard       | McLaren - Mercedes | 61     | +1 ronde            | 6           | 1      |
| 7       | 11     | Jacques Villeneuve    | BAR-Honda          | 61     | +1 ronde            | 10          |        |
| 8       | 8      | Felipe Massa          | Sauber - Petronas  | 61     | +1 ronde            | 11          |        |
| 9       | 14     | Jarno Trulli          | Renault            | 61     | +1 ronde            | 8           |        |
| 10      | 7      | Nick Heidfeld         | Sauber - Petronas  | 61     | +1 ronde            | 7           |        |
| 11      | 23     | Mark Webber           | Minardi - Asiatech | 60     | +2 rondes           | 19          |        |
| Ret     | 21     | Enrique Bernoldi      | Arrows - Cosworth  | 50     | Vermogensverlies    | 20          |        |
| Ret     | 16     | Eddie Irvine          | Jaguar Racing      | 45     | Aandrijfas          | 18          |        |
| Ret     | 4      | Kimi Räikkönen        | McLaren - Mercedes | 44     | Uitlaat             | 5           |        |
| Ret     | 12     | Olivier Panis         | BAR-Honda          | 44     | Gasklep             | 12          |        |
| Ret     | 17     | Pedro de la Rosa      | Jaguar Racing      | 30     | Aandrijfas          | 21          |        |
| Ret     | 24     | Mika Salo             | Toyota             | 26     | Versnellingsbak     | 16          |        |
| Ret     | 20     | Heinz-Harald Frentzen | Arrows - Cosworth  | 25     | Vermogensverlies    | 13          |        |
| Ret     | 9      | Giancarlo Fisichella  | Jordan-Honda       | 19     | Hydrauliek          | 15          |        |
| Ret     | 10     | Takuma Sato           | Jordan-Honda       | 5      | Versnellingsbak     | 14          |        |
| Ret     | 25     | Allan McNish          | Toyota             | 0      | Elektrisch probleem | 17          |        |
| DNQ     | 22     | Alex Yoong            | Minardi            |        | 107% regel          |             |        |

## Wetenswaardigheden
- Alex Yoong zorgde voor de eerste DNQ (Did Not Qualify) van het seizoen.

## Statistieken
| Snelste ronde | Rubens Barrichello | Scuderia Ferrari | 1:24.170 |

## Noot
- Dit was de vijfhonderdste Grand Prix-start voor een Braziliaanse coureur.
- Vierde overwinning van de Grote Prijs van San Marino voor Michael Schumacher (eerdere overwinningen waren in 1994, 1999 en 2000) en hiermee vestigde hij een nieuw record. Hij verbrak het oude record van Ayrton Senna (3), gevestigd tijdens de Grote Prijs van San Marino van 1991.
- Dit was het tachtigste weekeinde waarna Michael Schumacher als leider van het kampioenschap eindigde en hiermee vestigde hij een nieuw record. Hij verbrak het oude record van Alain Prost (79), gevestigd tijdens de Grote Prijs van Australië van 1993.

1981 · 1982 · 1983 · 1984 · 1985 · 1986 · 1987 · 1988 · 1989 · 1990 · 1991 · 1992 · 1993 · 1994 · 1995 · 1996 · 1997 · 1998 · 1999 · 2000 · 2001 · 2002 · 2003 · 2004 · 2005 · 2006